# Saint-Laurent-sur-Saône
Saint-Laurent-sur-Saône is een gemeente in het Franse departement Ain (regio Auvergne-Rhône-Alpes). De plaats maakt deel uit van het arrondissement Bourg-en-Bresse. De gemeente telde 1.735 inwoners op 1 januari 2022.

## Geografie
De oppervlakte van Saint-Laurent-sur-Saône bedroeg op 1 januari 2022 0,53 vierkante kilometer; de bevolkingsdichtheid was toen 3.273,6 inwoners per km².
De onderstaande kaart toont de ligging van Saint-Laurent-sur-Saône met de belangrijkste infrastructuur en aangrenzende gemeenten.

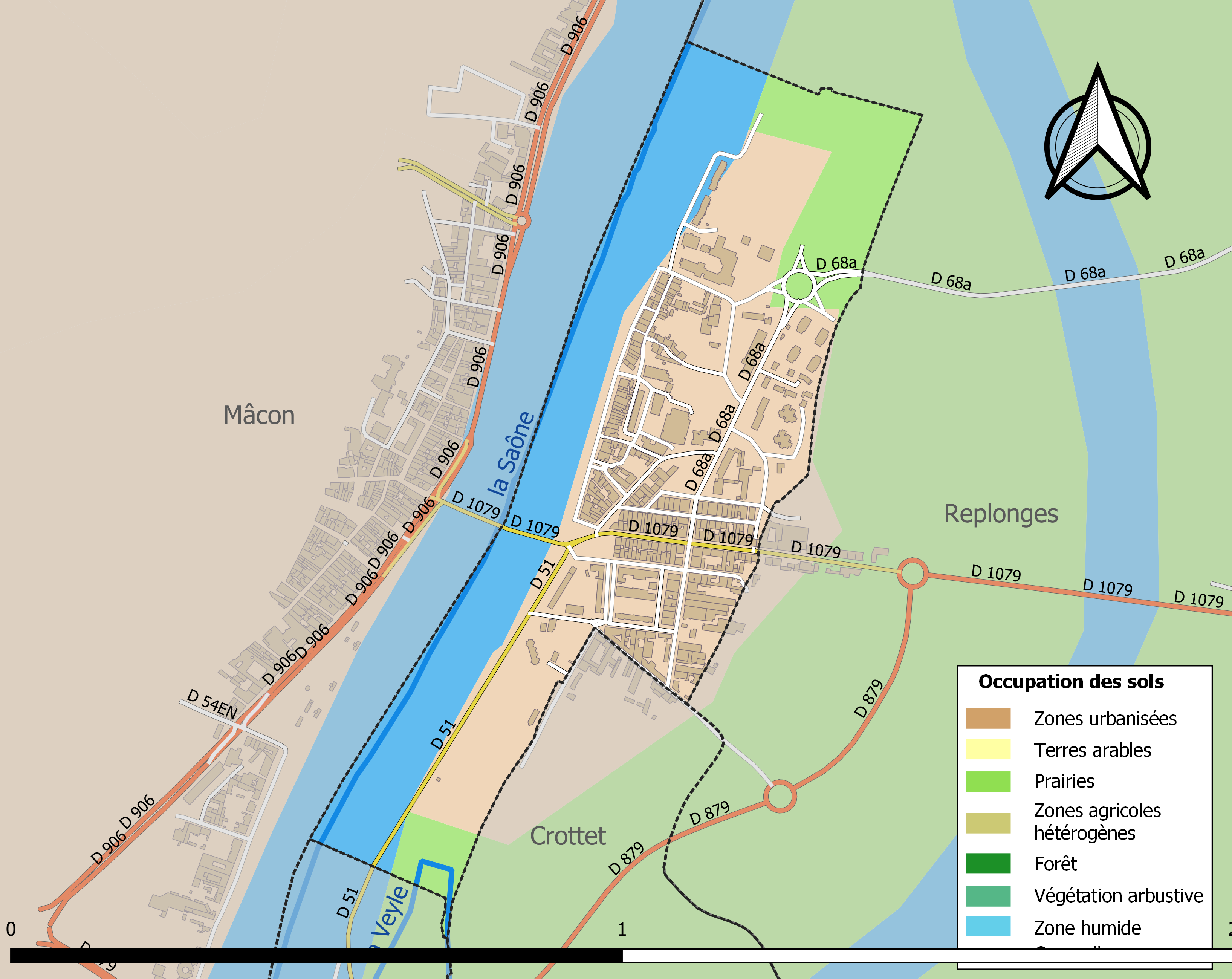

## Demografie
Onderstaande figuur toont het verloop van het inwonertal (bron: INSEE-tellingen).

Vanwege een beveiligingsprobleem met de MediaWiki Graph-software is het momenteel niet mogelijk deze grafiek weer te geven. Zodra de software is bijgewerkt zal de grafiek vanzelf weer zichtbaar worden.